# Scitala glabra
Scitala glabra är en skalbaggsart som beskrevs av Blanchard 1850. Scitala glabra ingår i släktet Scitala och familjen Melolonthidae. Inga underarter finns listade i Catalogue of Life.